# Gmina Prijepolje
Gmina Prijepolje (serb. Opština Prijepolje / Општина Пријепоље) – gmina w Serbii, w okręgu zlatiborskim. W 2018 roku liczyła 34 810 mieszkańców.
Spis powszechny 2022:
- Serbowie 46%
- Bośniacy 40%
- Muzułmanie 6%
- inni 8%